# L'Enfant Perdu
Pour les articles homonymes, voir L'Enfant perdu.
L'Enfant Perdu est un Îlot de Guyane (France), rattaché à l'archipel des îlets de Rémire. Il appartient administrativement à la commune de Cayenne.

## Géographie
L'îlot est situé à 12 km au nord de Cayenne. Au XVIIIe siècle, lorsqu'ils voulaient entrer dans le port de Cayenne, les navires devaient mouiller entre Le Malingre (un des îlots de Rémire), et l'Enfant Perdu, pour attendre la marée haute,,.
L'ethnie Djuka est installée en grande partie sur le territoire du Surinam mais une centaine des membres est aussi localisée en Guyane entre Boniville, l'Enfant Perdu, Loka et Assici.

## Légende
La légende raconte que les îlots Le Père et La Mère se promenaient avec leurs deux filles (Les Mamelles), leur fils et leur serviteur (Le Malingre) quand ils furent surpris par un raz-de-marée qui les fit tous s'échouer dans l'embouchure du Mahury à l'exception de leur fils. Celui-ci dériva alors au large de Cayenne. L'île prit alors le nom de l'Enfant Perdu.

## Histoire
Il y a sur l'îlot un phare. À l'époque du bagne, des prisonniers y étaient laissés pour en alimenter le feu pendant la nuit. Un jour, l'administration pénitentiaire les oublia. Le phare resta éteint et personne ne s'en aperçut. Affamés, les hommes construisirent un radeau de bois et rejoignirent le rivage. Arrivés à Cayenne, ils furent capturés. On les condamna pour évasion...